# Matthias Waldgruber
Matthias Waldgruber (11. prosince 1776 Hollabrunn, Rakousko – 12. května 1829 Vídeň, Rakousko) byl ve své době uznávaný vídeňský a varhaník. Jeho matka pocházela z Brna. Přátelil se se skladatelem českého původu Vincencem Houškou. Vytvořil poměrně rozsáhlou sbírku varhanních skladeb.